# Pigmalion (dramat George’a Bernarda Shawa)
Pigmalion (ang. Pygmalion) – dramat napisany przez George’a Bernarda Shawa. Od chwili swej premiery w 1913 roku komedia nie schodziła z afisza. Doczekała się 11 adaptacji filmowych, wśród których jest amerykański musical My fair Lady z 1964 roku.

## Fabuła
Profesor Higgins zakłada się z pułkownikiem Pickeringiem, że w ciągu 6 miesięcy wprowadzi na salony biedną kwiaciarkę Elizę. Uczy dziewczynę zasad gramatycznej i pięknej mowy oraz towarzyskiej ogłady, po czym wprowadza ją do ambasady na przyjęcie i wygrywa zakład. Profesor zbyt późno uświadamia sobie swoje uczucie do Elizy.

## Bohaterowie
- Profesor Henryk Higgins – fonetyk, zajmujący się badaniem akcentów w mowie mieszkańców różnych dzielnic Londynu, autor Alfabetu powszechnego.
- Pickering – przyjaciel Higginsa, pułkownik. Wprowadza się do Higginsa w celu prowadzenia badań nad fonetyką, bierze udział w nauczaniu Elizy.
- Eliza Doolittle – kwiaciarka z Covent Garden, pochodząca z nizin społecznych.
- Pan Doolittle – ojciec Elizy, śmieciarz.
- Pani Higgins – matka Henryka Higginsa.
- Nepommuck – były uczeń Higginsa, znawca języków europejskich.
- Fred – chłopak zakochany w Elizie.